# Rebecka Nilsson
Rebecka Annika Nilsson, född 29 mars 1994 i Kinna församling i Älvsborgs län, är en svensk influerare under namnet Ribecka. Det är framför allt genom att dokumentera sina resor som hon har byggt en stor nationell publik och har över 230 000 prenumeranter.

## Karriär
Ribecka syntes först offentligt genom sin medverkan i realityprogrammet Ex on the Beach år 2017. Samma år startade hon en Youtubekanal med skönhetstips och ett klipp där hon gav tips om hårblekning gav 500 000 visningar, och blev ett slags digitalt genombrott. 
Tillsammans med sin partner Martin Knutsson har Ribecka rest jorden runt i en ombyggd van, och deras äventyr har dokumenterats genom vloggar.
Ribecka rankades som den 20:e mäktigast på sociala medier i Medieakademins Maktbarometer 2023, en förbättring på 37 platser jämfört med året innan. Enligt samma undersökning var hon den trettonde mäktigaste på Youtube i Sverige.
| Ranking på Maktbarometern | 2020 | 2021 | 2022 | 2023 |
| ------------------------- | ---- | ---- | ---- | ---- |
| Mäktigast på Youtube      | 81   | 43   | 38   | 13   |
| Mäktigast på Instagram    | 111  | 79   | 64   | 25   |
| Årets makthavare          | 117  | 72   | 57   | 20   |